# 陳志明 (1976年)
陳志明（1976年6月12日—），臺灣民眾黨籍政治人物，現為台灣民眾黨不分區立法委員黃國昌服務處主任、助理。曾是時代力量台北市內湖南港區市議員參選人、台北黨部主委、台灣國際同志權益促進會發言人、時代力量組織部主任、新北黨部執行長、新北黨部主委、決策委員、秘書長與發言人。2018年代表時代力量參與新北市三重蘆洲區議員選舉失利，2022年轉至北市港湖區參選台北市議員仍落選。2023年10月6日於臉書發文宣布退出時代力量並辭去決策委員，2024年2月成為台灣民眾黨不分區立法委員黃國昌服務處主任、助理。

## 從政
2016年，接任時代力量新北黨部執行長。
12月26日，立法院通過同婚草案初審，反同婚團體成員進入議場抗議，與黃國昌的國會助理陳志明發生衝突。事後下一代幸福聯盟指稱陳志明暴力攻擊團體成員。時代力量黨團則發表聲明回應，陳志明只是在立院駐衛警到達前制止對方衝向主席。 
2018年1月25日，宣布代表時代力量參選新北市三重蘆洲區市議員。
2019年2月2日，當選時代力量第2屆決策委員。
2月28日，接任時代力量發言人。
3月19日，接任時代力量新北黨部主委。
2020年3月1日，接任時代力量秘書長。
2023年10月6日，退出時代力量並辭去決策委員。
2024年2月，擔任台灣民眾黨不分區立法委員黃國昌助理、新北服務處主任。

## 選舉紀錄

### 2018年新北市議員
- 應選出名額：9席（含婦女保障名額2席）
- 選舉人數：476,783
- 投票數（投票率）：301,819（63.30%）
- 有效票（比率）：293,777（97.34%），無效票（比率）：8,042（2.66%）
- 資料來源：[6]

| 號次 | 候選人   | 性別 | 政黨       | 得票數 | 得票率 | 當選標記 |
| ---- | -------- | ---- | ---------- | ------ | ------ | -------- |
| 1    | 翁麗淑   | 女   | 無黨籍     | 8,542  | 2.91%  |          |
| 2    | 王威元   | 男   | 中國國民黨 | 34,543 | 11.76% |          |
| 3    | 董俊良   | 男   | 新黨       | 1,040  | 0.35%  |          |
| 4    | 黃桂蘭   | 女   | 中國國民黨 | 30,042 | 10.23% |          |
| 5    | 彭佳芸   | 女   | 無黨籍     | 28,641 | 9.75%  |          |
| 6    | 蔡明堂   | 男   | 中國國民黨 | 24,955 | 8.49%  |          |
| 7    | 邱婷蔚   | 女   | 民主進步黨 | 18,575 | 6.32%  |          |
| 8    | 陳志明   | 男   | 時代力量   | 13,707 | 4.67%  |          |
| 9    | 李余典   | 男   | 民主進步黨 | 23,766 | 8.09%  |          |
| 10   | 李翁月娥 | 女   | 無黨籍     | 30,566 | 10.40% |          |
| 11   | 李坤城   | 男   | 民主進步黨 | 23,227 | 7.91%  |          |
| 12   | 李倩萍   | 女   | 民主進步黨 | 22,142 | 7.54%  |          |
| 13   | 陳啟能   | 男   | 民主進步黨 | 22,100 | 7.52%  |          |
| 14   | 顏群晃   | 男   | 無黨籍     | 3,286  | 1.12%  |          |
| 15   | 林永鴻   | 男   | 民主進步黨 | 8,645  | 2.94%  |          |

## 軼事及其他
- 2012年，曾參與電影《女朋友·男朋友》演出情治人員一角[7]。

- 他曾參與2014年同性伴侶結婚註記運動劉康彥. . 台北[市]: ETtoday新聞雲. 2014-05-28  [2020-08-29]. （原始内容存档于2019-07-12） （中文（臺灣））.</ref>[8][9]。

- 2018年12月，網路上流傳照片指稱陳志明裸體參加同志大遊行。實際上是周爵米於2014年參加同志大遊行的照片，與陳志明無關。[10]

## 外部連結
- 陳志明的Instagram帳戶

| 政党职务      | 政党职务                                        | 政党职务      |
| ------------- | ----------------------------------------------- | ------------- |
| 時代力量      |                                                 |               |
| 前任： 吳佩芸 | 時代力量秘書長 第四任 2020年3月1日-2020年8月5日 | 繼任： 高鈺婷 |